# صحيفة الفداء
الفداء صحيفة محلية سورية يومية تصدر في محافظة حماة عن مؤسسة الوحدة للطباعة والنشر في ثماني صفحات بالقطع القياسي.
تهتم الصحيفة بتغطية أنباء محافظة حماة وضواحيها.

## تاريخ الصحيفة
عام 1961 صدرت صحيفة الفداء لأول مرّة، وكان صاحب امتيازها آنذاك عثمان محمد علواني، ورئيس تحريرها محمد الحافظ، وكان يعمل بها ثلاثة محررين فقط، وتصدر بأربع صفحات.
عام 1968 تم تأميم الصحيفة ورأس تحريرها فخري عباس عدة أشهر، ثمّ ياسر الفرا.
عام 1973 توسعت الصحيفة وأصبحت تصدر بثماني صفحات.

## مواد الصحيفة
الصفحة الأولى متخصصة بالأخبار السياسية المحلية.
الصفحة الثانية تهتم بتغطية أخبار المحافظة وأنشطتها، وتنشر هذه الصفحة يوم الثلاثاء موضوعات خدمية وشكاوي المواطنين وردود المسؤولين على هذه الشكاوي.
الصفحة الثالثة تختص بالتحقيقات التي تدور في معظمها حول موضوعات خدمية وصناعية، بالإضافة إلى زاوية (ما قلّ ودلّ).
الصفحة الرابعة تخصص يوم الاثنين للاقتصاد والتنمية، بالإضافة إلى زاويتي (رأي) و (زاوية حادة)، بينما تفسح هذه الصفحة يوم الثلاثاء المجال لقضايا المجتمع بالإضافة إلى زاويتي (نوافذ) و (أوراق الثلاثاء)، أما يوم الأربعاء فتخصص للأطفال حيث تعنون بـ (براعم الفداء) وتنشر قصص وأشعار وزوايا مختلفة للأطفال، بينما تعنون يوم الخميس بـ (علوم البيئة) حيث تنشر الإنجازات العلمية والفنية وبعض المقالات المترجمة عن البيئة.
الصفحة الخامسة تخصص أيام الاثنين والثلاثاء والأربعاء للثقافة، وتنشر أهم الأخبار الثقافية في محافظة حماة مع بعض القصائد الأدبية، أما يوم الخميس تنشر نتاج الشباب الأدبي والفكري.
الصفحة السادسة تختص بأخبار الرياضة في محافظة حماة، بالإضافة إلى زاوية (طب رياضي)، ويضاف إليها في بعض الأيام بعض الموضوعات الخدمية.
الصفحة السابعة تنشر تتمات الموضوعات المنشورة على الصفحة الأولى، بالإضافة إلى بعض الموضوعات التي تراها أقل أهمية.
أما الصفحة الثامنة والأخيرة تنشر أخبار طريفة وأخبار فنية، كما ينشر فيها زاويتا (على ضفاف نهر العاصي) و (رذاذ ناعورة) اللتان تتناولان موضوعات اجتماعية وفنية.

## موقع الصحيفة على الإنترنت
الفداء